# Pan i pani Bridge
Pan i pani Bridge (ang. Mr. and Mrs. Bridge, 1990) – amerykańsko-brytyjski dramat filmowy w reżyserii Jamesa Ivory’ego i według scenariusz Ruth Prawer Jhabvala. Film otrzymał po jednej nominacji do Oscara i Złotego Globu dla Joanne Woodward. Ekranizacja powieści autorstwa Evana S. Connella.

## Fabuła
India (Joanne Woodward) i Walter (Paul Newman) Bridge po zakończeniu I wojny światowej mieszkają w Kansas City wraz z trójką dzieci. Walter Bridge jest szanowanym prawnikiem, lecz w życiu prywatnym jest człowiekiem oschłym, surowym i stanowczym. Żonę traktuje jako swoją własność prawie nigdy nie okazując jej uczuć. India tęskni za miłością mężczyzny. Gdy dorosłe dzieci opuszczają rodzinny dom, małżeństwo przechodzi kryzys.

## Obsada
- Paul Newman − Walter Bridge
- Joanne Woodward − India Bridge
- Blythe Danner − Grace Barron
- Simon Callow − Doktor Alex Sauer
- Kyra Sedgwick − Ruth Bridge
- Robert Sean Leonard − Douglas Bridge
- Margaret Welsh − Carolyn Bridge
- Austin Pendleton − Pan Gadbury
- Saundra McClain − Harriet
- Diane Kagan − Julia

i inni